# Marek Chałas
Marek Józef Chałas (ur. 28 lutego 1949 w Łodzi) – polski menedżer, urzędnik państwowy, w 2005 podsekretarz stanu w Ministerstwie Infrastruktury, działacz społeczny.

## Życiorys
Ukończył studia z matematyki (1972) i socjologii (1978) na Uniwersytecie Łódzkim. Od 1981 do 1994 kierował łódzkim oddziałem Polskiej Żeglugi Bałtyckiej – Morskim Biurem Podróży w Łodzi. Następnie był zatrudniony przez towarzystwa ubezpieczeniowe: jako dyrektor łódzkiego oddziału Commercial Union (1995–2000), dyrektor departamentu Compensa Życie (2000–2001) i dyrektor departamentu w Gerling Polska (2001–2002). Zasiadł też jako sekretarz w radzie nadzorczej firmy Textilimpex (2002-2004). 
12 stycznia 2005 powołany na stanowisko podsekretarza stanu w Ministerstwie Infrastruktury, odpowiedzialnego za fundusze europejskie. Zakończył pełnienie funkcji w styczniu 2006. W swoim oświadczeniu lustracyjnym przyznał się do bycia tajnym współpracownikiem PRL-owskich służb. Pracował jako doradca w Forum Obywatelskiego Rozwoju (2008 – 2010). W Narodowym Banku Polskim kierował Centrum Informacji o Euro (2011–2014).  Przez 25 lat pracował także jako pilot wycieczek zagranicznych.  
Fundator w 2015, do 2023 pierwszy prezes zarządu, Fundacji Activus, organizującej i promującej edukację osób starszych, działającej w formie UTW – Akademia Seniora Activus przy Uniwersytecie Łódzkim.

## Publikacje
- Szkolenia i przewodniki przedstawiające Unię Europejską dla urzędników samorządowych i młodzieży[7] - na zlecenie polskiego przedstawicielstwa Komisji Europejskiej.
- "Unia Europejska w liczbach"[8].
- "Celtycki tygrys a fundusze Unii Europejskiej"[9].
- "Graniczne progi starości", rozdział w "Trwałość i zmienność procesów starzenia się i starości"[10].